# Città di Moreland
La città di Moreland è una Local Government Area che si trova nell'area metropolitana di Melbourne, nello Stato di Victoria. Essa si estende su una superficie di 51 chilometri quadrati e ha una popolazione di 147 241 abitanti. La sede del consiglio si trova a Coburg.
È formata dai sobborghi compresi tra 4 e 10 km a nord del centro di Melbourne. Il comune di Moreland è stato creato il 15 dicembre 1994 nell'ambito della riorganizzazione generale dei confini degli enti territoriali dell'area di Melbourne, voluta dal governatore di Victoria, Jeff Kennet. Il nuovo comune contiene le precedenti città di Brunswick e Coburg, nonché la parte meridionale della città di Broadmeadows.

## Sobborghi
- Brunswick
- Brunswick East
- Brunswick West
- Coburg
- Coburg North
- Fawkner
- Fitzroy North
- Glenroy
- Gowanbrae
- Moreland
- Oak Park
- Pascoe Vale
- Pascoe Vale South

## Amministrazione

### Gemellaggi
Moreland è gemellata con due città:
- Xianyang
- Solarino